# Milambo Itobo
Milambo Itobo ist ein Verwaltungsbezirk (englisch Ward) des Distrikts Nzega (DC) in der tansanischen Region Tabora.

## Geografie
Milambo Itobo ist ein ländlicher Bezirk im westlichen Teil des zentralen Hochlands von Tansania, etwa 65 Kilometer Luftlinie südwestlich der Distrikthauptstadt Nzega und 30 Kilometer nordöstlich der Regionshauptstadt Tabora. Bei der Volkszählung 2022 lebten 15.333 Menschen in 2119 Haushalten auf einer Fläche von 246 Quadratkilometern.

Der Bezirk grenzt von Westen bis Süden an den Distrikt Uyui und sonst an vier Bezirke des Distrikts Nzega (DC):
| Ugembe   | Mwakashanhala                               | Puge      |
| Nzubuka  | Kompassrose, die auf Nachbargemeinden zeigt |           |
| Ikongolo | Upuge                                       | Magengati |

## Gliederung
Der Bezirk besteht aus fünf Gemeinden (swahili Mtaa) mit 25 Orten (Kitongoji):
| Kakulungu - Mlimani A - Mlimani B - Mabondeni - Itumbika - Mapela - Mtakuja | Malole - Malole A - Malole B - Ugowola - Block Farm - Ugowola | Milambo Itobo - Mirambo A - Mirambo B - Mirambo C - Mwangoye | Magukula - Mwakipanda - Zugimlole - Ujerumani - Magukula Centre - Magogo | Kawula - Kawula - Ilomelo A - Ilomelo B - Mitundu - Mlimani |

## Infrastruktur
- Bildung: Die Milambo Itobo Secondary School ist eine staatliche weiterführende Schule mit einer Ausbildung für Tagesschüler bis zur 4. Stufe.[7]
- Gesundheit: In den Gemeinden Kakulungu,[8] Milambo Itobo[9] und Magukula[10] liegt je eine staatliche Apotheke.